# حذار (الطويلة)

تعديل مصدري - تعديل

حذار هي إحدى قرى عزلة القصبة بمديرية الطويلة التابعة لمحافظة المحويت، بلغ تعداد سكانها 736 نسمة حسب تعداد اليمن لعام 2004.